# Штадланд
Штадланд (нім. Stadland) — громада в Німеччині, розташована в землі Нижня Саксонія. Входить до складу району Везермарш.
Площа — 113,38 км2. Населення становить 7489 ос. (станом на 31 грудня 2021).

## Географія

### Адміністративний поділ
Громада  складається з 4 районів:
- Роденкірхен
- Швай
- Зефельд
- Кляйнензіль